# 田部辰
田部 辰（たなべ のぶる、1904年2月20日 - 1994年2月9日 ）は、広島県出身のサッカー選手、サッカー指導者。

## 来歴
広島県立広島第一中学校（現：広島県立広島国泰寺高等学校）を卒業後、東京工業大学応用科学科に入学。また、広島一中出身者で組織された鯉城蹴球団にも所属し、1923年5月に開催された第6回極東選手権競技大会のサッカー日本代表に選出されたが、出場機会は無かった。
また、鯉城蹴球団 (鯉城クラブ) のフォワードとして清水直右衛門や深山静夫、香川幸らと共に1924年の第1回明治神宮競技大会兼ア式蹴球全國優勝競技會（第4回天皇杯全日本サッカー選手権大会）および1925年の第2回明治神宮競技大会兼ア式蹴球全國優勝競技會（第5回天皇杯全日本サッカー選手権大会と2年連続での優勝に貢献した。
1932年3月に大学を卒業。1935年6月に徳山曹達（現：トクヤマ）に入社。以降累進して1949年11月に徳山曹達の取締役（技術担当）に就任し、1960年9月まで務めた。
1994年2月9日、広島市西区庚午において老衰により死去した。

## 所属クラブ
- 広島県立広島第一中学校（現：広島県立広島国泰寺高等学校）
- 東京工業大学
- 鯉城蹴球団

## 代表歴

### 出場大会
- 第6回極東選手権競技大会

### 試合数
- 国際Aマッチ 0試合 0得点

| 日本代表 | 国際Aマッチ | 国際Aマッチ | その他 | その他 | 期間通算 | 期間通算 |
| 年       | 出場        | 得点        | 出場   | 得点   | 出場     | 得点     |
| -------- | ----------- | ----------- | ------ | ------ | -------- | -------- |
| 1930     | 0           | 0           | 0      | 0      | 0        | 0        |
| 通算     | 0           | 0           | 0      | 0      | 0        | 0        |